# Podgaje Koszalińskie
Podgaje Koszalińskie – zlikwidowany przystanek kolejowy (będący niegdyś stacją kolejową) w województwie wielkopolskim, w Polsce, na linii kolejowej nr 405, łączącej stację Piła Główna z Ustką.
Chociaż nazwa sugerowała, że stacja leżała w Podgajach, to jednak administracyjnie leżała w granicach sąsiedniej gminy Jastrowie, a z Podgajami nie łączyła jej żadna bezpośrednia droga. Najbliżej stacji, leżała wieś Borucino do której było około 3 kilometry drogą gruntową.